# Diminicultuur
De Diminicultuur (4800 - 4500 v.Chr.) was een archeologische cultuur van de kopertijd in de regio Thessalië, Griekenland. Het was een plaatselijke variant van de Vinčacultuur, en ontstond mogelijk door invloeden vanuit het noorden. 
De toenmalige periode werd gekenmerkt door een toenemend regionalisme. Aan het einde van haar ontwikkeling werd de belangrijkste nederzetting, Dimini, plotseling verlaten en pas tijdens de Myceense periode opnieuw bewoond. 
De nederzettingen bestonden uit grote rechthoekige gebouwen en megarons gemaakt van steen (Dimini) of hout (Mandalo), slotgraven (Otzaki, Makriyialos) of stenen omheiningen (Dimini, Sesklo), en gebieden voor gespecialiseerde activiteiten (Makriyialos); In de woningen werden open haarden en voorraadskuilen geïdentificeerd.
De volwassen doden werden op een samengetrokken of gebogen manier in ondiepe graven begraven, terwijl de kinderen in potten werden gedeponeerd.
Mengteelt, het maken van sieraden, het bewerken van metaal (zilver en koper), de productie van obsidiaanwerktuigen en marmeren beeldjes, handel en aardewerkproductie waren de belangrijkste economische activiteiten van de cultuur. Het aardewerk had ingesneden decoraties (vooral spiralen) en zwarte beschilderingen op een witachtige achtergrond. De aanwezigheid van berenpoten in de nederzettingen is een mogelijk bewijs van het gebruik van huiden voor de productie van gordijnen en tapijten.